# Haploclathra leiantha
Haploclathra leiantha är en tvåhjärtbladig växtart som först beskrevs av George Bentham, och fick sitt nu gällande namn av George Bentham. Haploclathra leiantha ingår i släktet Haploclathra och familjen Calophyllaceae. Inga underarter finns listade i Catalogue of Life.